# Open Government

Diagramm Offene Demokratie

Open Government ist ein Synonym für die Öffnung von Regierung und Verwaltung gegenüber der Bevölkerung und der Wirtschaft. Dies kann zu mehr Transparenz, zu mehr Teilhabe, zu einer intensiveren Zusammenarbeit, zu mehr Innovation und zu einer Stärkung gemeinschaftlicher Belange beitragen. Im angelsächsischen Sprachraum hat sich für diese Entwicklung, die besonders von den Web-2.0-Techniken geprägt wird, die Bezeichnung „Open Government“ durchgesetzt.

## Open Government
Open Government wird vor allem als ein Sammelbegriff für eine ganze Reihe unterschiedlicher Konzepte und Visionen verwendet, die sich mit bestimmten Facetten einer Öffnung von Staat und Verwaltung auseinandersetzen. Hierzu zählen Überlegungen wie:
- Offenheit und Transparenz (bzw. Transparenz 2.0)
- Government 2.0 – Einsatz von Web-2.0-Techniken in der öffentlichen Verwaltung
- Partizipation 2.0
- Offene Prozessketten und offene Wertschöpfungsketten für gesteigerte Open Innovation und Kollaboration 2.0
- Offene gesellschaftliche Innovation
- Öffnung der Gesellschaft
- Informationsfreiheit
- Offene Staatskunst
- Freie Daten: Open Data, Linked Open Data, Open Government Data und Linked Open Government Data
- Offenes Haushaltswesen und offene Haushaltsdaten
- Open Access
- Offene Standards und offene Schnittstellen (Interoperabilität)
- Quelloffene Software
- Nachhaltigkeit
- Fairness und Verantwortungsbewusstsein

Eine solche Öffnung im Zeitalter des Web 2.0 mit mehreren Kommunikationskanälen und einem direkten Kontakt zwischen Verwaltung und Bürgerschaft, so die spanische EU-Ratspräsidentschaft in ihrer Granada Strategie 2010, könnte deren Transformation beschleunigen. Ein anzustrebendes Ziel sei daher die Errichtung eines laufenden Dialogs mit den Bürgern, um deren Bedürfnisse und Anforderungen zu verstehen und diese bei Entscheidungsfindungen zu berücksichtigen. Das erfordere eine offene, kooperative Zusammenarbeit der Verwaltung mit der Bevölkerung und verlange Transparenz und Offenheit bei all ihren Entscheidungen und Handlungen. Dies bedingt einen kulturellen Wandel in den Köpfen, damit der öffentliche Sektor eine offene, für die Bürger verständliche Organisation wird – einen organisatorischen Wandel, um sich an den neuen Anforderungen zu orientieren und ein vertikales Mehrkanalmanagement, um niemanden auszuschließen.
In der Wissenschaft hat sich bisher noch keine allgemein akzeptierte Definition des Open Government-Begriffs durchgesetzt. Johann Herzberg etwa geht mit Blick auf die Begriffsentwicklung von einem „Zwei-Stadien“-Modell aus. Demnach sei Open Government seit den 1940er Jahren zunächst im Sinne von Transparenz staatlichen Handelns verstanden worden. Dieses Verständnis sei heute weiterhin wichtig, jedoch werde seit dem Wahlsieg Barack Obamas zum US-Präsidenten im Jahr 2008 Open Government zunehmend im Sinne von Interaktion verstanden. Offenheit bedeutet somit Interaktionsfähigkeit und Interaktionsfähigkeit bedeutet letztlich Lernfähigkeit. Unter einem offenen Staat werde daher heute faktisch ein interaktions- und lernfähiger Staat verstanden. Der Staat müsse verstärkt mit der Zivilgesellschaft und der Wirtschaft kooperieren, um spezifische Steuerungs- und Akzeptanzprobleme heutiger politisch-administrativer Systeme zu entschärfen. Die gemeinsame Problemlösung von Politik, Wirtschaft und Zivilgesellschaft könne mit dem Unterbegriff „Open Innovation“ umschrieben werden, der somit zum zentralen Umsetzungskonzept des gegenwärtigen Open Government-Diskurses werde. Dabei gehe es – im Sinne eines mitlaufenden, jedoch klar abgrenzbaren Diskurses – immer auch um Fragen der Erneuerung der Demokratie.
Im Sinne dieser zweiten – normativen – Diskursebene könne davon ausgegangen werden, dass es sich bei Open Government um ein „politisches Programm zur Neudefinition der Staatstheorie und -praxis unter den Bedingungen der digital vernetzten Gesellschaft“ handelt. Der Ansatz könne insbesondere als der „erste ernsthafte Versuch verstanden werden, die politisch-administrativen Systeme der Nationalstaaten auf die seit einiger Zeit laufende Gesellschaftstransformation im Zuge der Umstellung aller Gesellschaftssysteme auf internetgestützte Kommunikation einzustellen“.

## Nutzen
- Öffnung von Staat und Verwaltung
- Bürgerorientierung der Verwaltung
- Teilhabe
- gemeinsame Zusammenarbeit
- Generierung von Innovationen für Behörden
- Neue Verantwortungsteilung zwischen Politik, Staat, Wirtschaft und Bürgergesellschaft[7]

## Historische Entwicklung
In Zeiten von steigendem Systemmisstrauen, abnehmender Handlungsfähigkeit durch öffentliche Verschuldung, stetig sinkender Wahlbeteiligungen und fehlendem Vertrauen in öffentliche Prozesse scheint es an der Zeit zu sein, über die Öffnung der Prozesse und neue Formen der Arbeitsteilung nachzudenken. Es wird somit wohl immer schwerer, so die Prognose, Politik auch weiterhin im viel zitierten „stillen Kämmerlein“ zu entwickeln und ohne die Integration der Bürger durchzusetzen. Für diese Öffnung von Staat und Verwaltung hat sich im angelsächsischen Sprachraum die Bezeichnung „Open Government“ durchgesetzt. Vorreiter für diesen Verwaltungskulturwandel ist US-Präsident Barack Obama. Noch am Tage seiner Amtseinführung im Januar 2009 hat er im Memorandum „Transparency and Open Government“ die neuen verwaltungsstrategischen Grundpfeiler seiner Präsidentschaft verkündet:
- Regierung und Verwaltung sollen transparent sein.
  - Transparenz stärkt das Pflichtbewusstsein und liefert den Bürgern Informationen darüber, was ihre Regierung und ihre Verwaltung derzeit machen.
- Regierung und Verwaltung sollen partizipativ sein.
  - Politische Partizipation verstärkt die Effektivität von Regierung und Verwaltung und verbessert die Qualität ihrer Entscheidungen, indem das weit verstreute Wissen der Gesellschaft in die Entscheidungsfindung mit eingebunden wird.
- Regierung und Verwaltung sollen kollaborativ sein.
  - Open Government Collaboration|Kollaboration bietet innovative Werkzeuge, Methoden und Systeme, um die Zusammenarbeit über alle Verwaltungsebenen hinweg und mit dem privaten Sektor zu forcieren.

Durch diese strategischen Vorgaben zu mehr Offenheit, die die Demokratie stärken und die Effizienz und Effektivität in Regierung und Verwaltung erhöhen soll, bekommen Transparenz, Teilhabe und Zusammenarbeit einen hohen Stellenwert. Diese Vorgaben entstanden nicht spontan, sondern sind das Ergebnis einer über mehrere Jahrzehnte andauernden Entwicklung, die Barack Obama auf Grund eigener Überzeugung aufgriff. Bei seiner Wahl zum US-Präsidenten profitierte er besonders von den Web-2.0-Techniken, die es ihm ermöglichten, Unterstützer zu mobilisieren und Wähler zur Abstimmung zu bewegen. Diese neuen Arten der sozialen Interaktion funktionieren allerdings nur, wenn sie transparent sind (wenn sich die Nutzer sicher sind, dass sie offensichtlich nicht ausgenutzt werden und sinnvolle Zwecke verfolgt werden), wenn sie partizipativ sind (wenn die Nutzer das Gefühl haben, mitgestalten zu können) und wenn sie kollaborativ sind (wenn Aufgaben so aufgeteilt werden können, dass einzelne Nutzer mit einem kleinen Beitrag das gemeinsame Projekt vorantreiben können).
In den USA, Großbritannien, Australien und in Neuseeland haben die nationalen Regierungen das Potential einer vernetzten aktiven Bürgergesellschaft erkannt und Open Government 2009 zu einem wichtigen Pfeiler ihrer Verwaltungs- und Innenpolitik gemacht. Offenheit, Transparenz, Partizipation, Kollaboration, Innovation, Öffnung frei verfügbarer Daten, offene Standards und Schnittstellen sowie quelloffene Software prägen diesen kulturellen Wandel, der durch ein neues partnerschaftliches Verhältnis zum Bürger geprägt ist und mit dem neues Vertrauen aufgebaut werden kann.

## Open Government und Deutschland
Eine Öffnung von Staat und Verwaltung im Sinne von Open Government wäre in Deutschland technisch möglich. E-Government und insbesondere die Web-2.0-Techniken tragen bereits heute dazu bei, mit „Transparenz 2.0“, „Partizipation 2.0“ und „Kollaboration 2.0“ bewährte Konzepte für Staat und Verwaltung weiterzuentwickeln. Freie Information, Partizipation, Rechenschaft und offene Kommunikation prägen die Bundesrepublik Deutschland seit Jahrzehnten. Mittlerweile lassen sich über das Internet Verwaltungsinformationen in Echtzeit publizieren und weltweit abrufen. Portale ermöglichen die Bündelung und Aufbereitung verteilter Datenbestände in Tabellen, Berichten, Charts und Karten. Durch diesen gezielten Einsatz von Informationstechnologien lassen sich neuartige Informationsangebote und Abläufe generieren, die erheblich zur Transparenz in Staat und Verwaltung beitragen. Web-2.0-Techniken eröffnen eine verstärkte partizipative Einbindung der Bevölkerung und neuartige kollaborative Formen der Zusammenarbeit. Der wirtschaftliche Wert der Datenbestände des öffentlichen Sektors wird zudem zunehmend als nationales Gut erkannt.
Politisch würde eine Öffnung im Sinne von Open Government das Regieren und das Verwalten verändern. Allein durch die Bereitstellung leicht bedienbarer Anwendungen und Dienste wird sich das bisherige Verständnis von und der Umgang mit Transparenz, Teilhabe und Zusammenarbeit in Politik und Verwaltung weiterentwickeln. Schließlich stehen viele dieser Web-2.0-Techniken bereits heute allen Interessierten zur Verfügung. Zudem werden sie laufend verbessert. Durch die intensivere Einbindung der Bevölkerung und eine offene Informationspolitik lässt sich das Vertrauen der Bürger in staatliche Institutionen und in die gewählten Repräsentanten steigern und die Innovationskraft erhöhen. Eine Öffnung muss aber von den Führungskräften und den Politikern politisch gewollt werden. Andernfalls besteht die Gefahr, dass nach den ersten Konflikten, nach verbalen oder realen Aggressionen ein Engagement durch ein Machtwort beendet wird. Insbesondere für Politiker könnte eine Öffnung mit Repräsentationsverlusten verbunden sein. Sie werden daher eine sorgsame Abwägung fordern, unter besonderer Berücksichtigung ihrer künftigen eigenen Rolle, eines denkbaren Populismus und der Privilegierung Einzelner, die sich im Umgang mit Web-2.0-Techniken besonders auskennen. Im Kern geht es um die politisch zu diskutierende Frage, inwieweit sich Staat und Verwaltung gegenüber Bürgern, Unternehmen und Verbänden überhaupt öffnen wollen. Eine Öffnung bedeutet eben nicht nur im technischen Sinne mehr Interoperabilität durch offene Daten, Standards, Schnittstellen und quelloffene Software. Vielmehr geht es um die verwaltungspolitische Linie im Sinne von Bürger- und Adressatenorientierung, um eine neue Verantwortungsteilung zwischen Politik, Staat, Wirtschaft und Bürgergesellschaft in Zeiten leerer Kassen sowie um die Gestaltung neuartiger, organisationsübergreifender Prozess- und Wertschöpfungsketten auf Grundlage offener elektronischer Kommunikationssysteme.
So ergaben beispielsweise Analysen, dass in Deutschland bereits über 30 Städte und Gemeinden interaktive Kollaborationsplattformen nutzen, um durch innovative Partizipations-Mechanismen Bürger aktiv am Politikentwicklungsprozess zu beteiligen. Insbesondere Online-Bürgerhaushalte, Dialoge und Konsultationen erfreuen sich dabei großer Beliebtheit bei den verantwortlichen Verwaltungen.
Seit Herbst 2011 beschäftigt sich in Berlin ein zivilgesellschaftlicher Arbeitskreis Open Government Partnership Deutschland mit einer Kampagne, die Bundesregierung zum Beitritt zur Open Government Partnership zu bewegen, einer internationalen Übereinkunft zur Umsetzung von offenen Regierungsstrategien weltweit.
Im Rahmen des Steuerungsprojektes „Förderung des Open Government“ wurde im Juni 2012 eine Online-Konsultation zum Entwurf des Eckpunktepapiers durchgeführt. Alle Beiträge der Online-Konsultation und die Stellungnahme der IFK wurden im Anschluss an die Konsultation ausgewertet. Der Auswertungsbericht mitsamt einer Dokumentation aller Kommentare wurde auf der Plattform nach der Konsultation im September 2012 verfügbar gemacht.
Im Oktober 2012 hat die Fachgruppe Verwaltungsinformatik und der Fachbereich Informatik in Recht und öffentlicher Verwaltung der Gesellschaft für Informatik ein Memorandum zur Öffnung von Staat und Verwaltung (Open Government) veröffentlicht, in dem das Themenfeld eher breit angelegt erschlossen werden soll.
Am 19. Februar 2013 ging das Datenportal für Deutschland online, das auf offene Verwaltungsdaten von Bund, Ländern und Kommunen verweist. GovData ist eine Anwendung des IT-Planungsrates und basiert auf einer Verwaltungsvereinbarung der alle Bundesländer beigetreten sind.
Ende 2013 wurde die Teilnahme in der internationalen Initiative Open Government Partnership (OGP) als Ziel in den Koalitionsvertrag zwischen CDU, CSU und SPD aufgenommen. Eine offizielle Ankündigung über einen angestrebten Beitritt seitens der Bundesregierung fand jedoch erst am 7. April 2016 statt. Am 7. Dezember 2016 wurde die Teilnahme Deutschlands an der OGP mit Überreichung der Absichtserklärung offiziell eingeleitet.
Auskunft zur Nutzung und Erwartungen an Open Government Angebote aus Bürgerperspektive in der D-A-CH Region sowie weiteren Vergleichsländern liefert die seit 2010 jährlich durchgeführte Studie eGovernment MONITOR der Initiative D21 und des Institute for Public Information Management. Der Studie zufolge sind 17 % der deutschen Onliner ab 18 Jahren Portale zur Beteiligung an politischen Entscheidungen über das Internet, z. B. Online‑Bürgerhaushalte oder Petitionen, bekannt. 8 % haben diese Portale bereits genutzt. Zum Vergleich sind es in Österreich 31 % Kenner und 19 % Nutzer.